# 薩文基 (維什戈羅德區)
50°43′1″N 30°4′49″E / 50.71694°N 30.08028°E
薩文基（烏克蘭語：Савенки）是位於烏克蘭北部的村莊，由基辅州维什霍罗德区的季梅爾市鎮負責管轄。該村始建於1837年，面積0.7平方公里，海拔高度138米，2001年人口135，人口密度每平方公里192.9人。